# Testament
Testament — американський треш-метал гурт.

## Історія
Роком заснування гурту вважають 1983, коли Ерік Петерсон (Eric Peterson), його кузен Деррик Рамірез (Derrick Ramirez), Луї Клемент (Louie Clemente) та «Zetro» Souza утворили гурт «Legacy» у місті Окленд. У 1984 Деррик залишив гурт, замість нього прийшов Алекс Сколнік (Alex Skolnik). У 1985 вони випустили демо-касету «First Strike is Deadly», а в 1986 змінили назву на Testament.
У 1987 вийшов перший альбом «Legacy». Після цього гурт успішно відіграв на голландському рок-фестивалі «The Dynamo Fest» в Ейндговені, та увійшли до альбому «Live at Eindhoven.». У 1988 записується другий альбом «The New Order» з Алексом Периаласом як продюсером. Цей альбом зробив групу дуже популярною серед шанувальників треш-металу. Гурт вирушив у турне «The New Order», вони грали з Megadeth, Voivod, Anthrax, Judas Priest та іншими металевими командами. Крім того колектив виступив на фестивалі «The Monsters of Rock» у Європі, на якому були присутні близько 150 тисяч глядачів. У 1989 гурт записав третій альбом «Practice what you preach», який розійшовся накладом понад 400 тисяч примірників. Саунд гурту змінився з жорсткого трешу до мелодійнішого. До четвертого альбому гурту «Souls of Black» вийшло відео «Seen between the lines».
У 1992 році після виходу альбому «Ritual» у гурті дуже суттєво змінюється склад. Це позначилося на наступному альбомі «Low», в якому стиль виконання гурту змінюється у бік хард кору. Склад гурту знову змінився, та був записаний альбом «Demonic», який є найважчим альбомом гурту. У 1999 році вийшов альбом «The Gathering», що був записаний за участі Дейва Ломбардо (екс-Slayer) та Стива ДіДжорджио (Death, Sadus), котрий вважають найкращою роботою гурту, в якій вони повернулись до класичного треш-металу.

## Дискографія

### Студійні альбоми
| Рік  | Назва                      |
| ---- | -------------------------- |
| 1987 | The Legacy                 |
| 1988 | The New Order              |
| 1989 | Practice What You Preach   |
| 1990 | Souls of Black             |
| 1992 | The Ritual                 |
| 1994 | Low                        |
| 1997 | Demonic                    |
| 1999 | The Gathering              |
| 2001 | First Strike Still Deadly  |
| 2008 | The Formation of Damnation |
| 2012 | Dark Roots of Earth        |
| 2016 | Brotherhood of the snake   |
| 2020 | Titans of Creation         |

### Концертні альбоми
| Рік  | Назва                          |
| ---- | ------------------------------ |
| 1987 | Live at Eindhoven              |
| 1993 | Return to the Apocalyptic City |
| 1995 | Live at the Fillmore           |
| 2005 | Live in London                 |